# La Lande-sur-Drôme
La Lande-sur-Drôme är en kommun i departementet Calvados i regionen Normandie i norra Frankrike. Kommunen ligger i kantonen Caumont-l'Éventé som ligger i arrondissementet Bayeux. År 2018 hade La Lande-sur-Drôme 66 invånare.

## Befolkningsutveckling
Antalet invånare i kommunen La Lande-sur-Drôme
Referens: INSEE